# Youssouf Sabaly
Youssouf Sabaly (Le Chesnay, 5 de março de 1993) é um futebolista senegalês que atua como lateral-direito. Atualmente defende o Al-Duhail, do Catar.

## Carreira
Youssouf Sabaly começou a carreira no Paris Saint-Germain.

## Títulos
Real Betis
- Copa do Rei: 2021–22